# Pteroplatytrygon violacea
A Pteroplatytrygon violacea a porcos halak (Chondrichthyes) osztályának sasrájaalakúak (Myliobatiformes) rendjébe, ezen belül a tüskésrájafélék (Dasyatidae) családjába tartozó faj.
Nemének az egyetlen faja.

## Képek

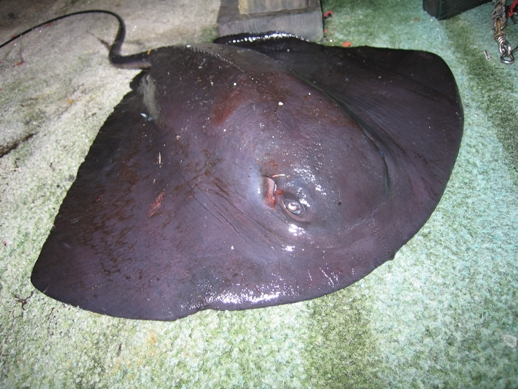
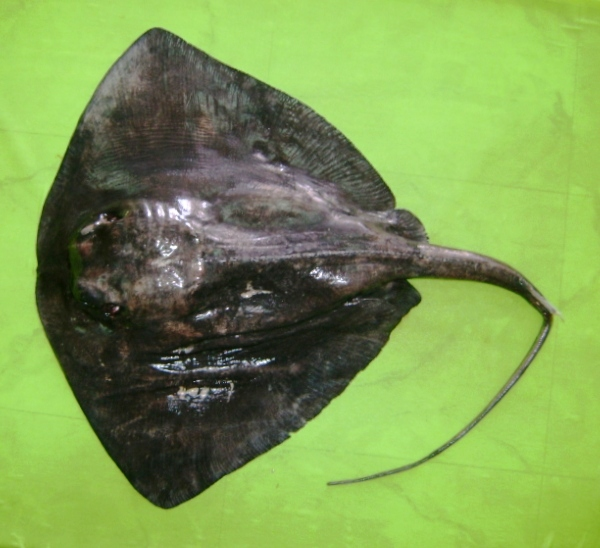
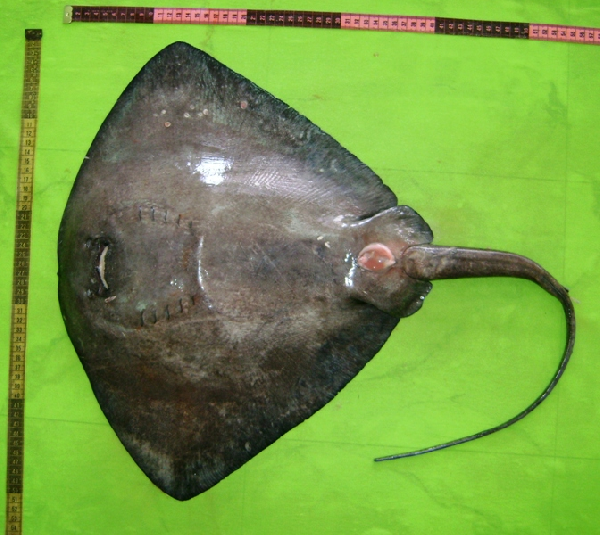
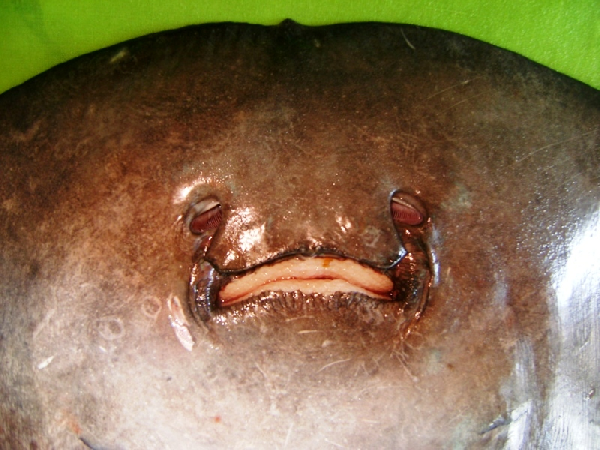
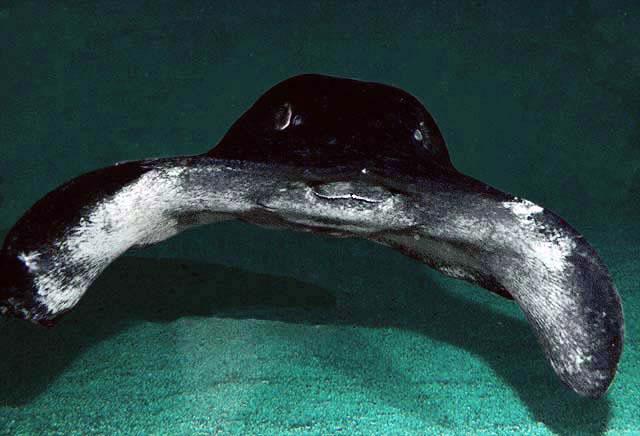

## Előfordulása
A Pteroplatytrygon violacea előfordulási területe talán az összes trópusi és szubtrópusi óceán és tenger. Már megfigyelték a Földközi-tengerben Szicíliától nyugatra haladva az Atlanti-óceán keleti felén, egészen a Zöld-foki Köztársaságig, valamint a Dél-afrikai Köztársaság partjainál is. Továbbá megtalálható a Nyugat-Atlanti-óceánban és a Kelet-Csendes-óceánban is; ez utóbbiban a kanadai Vancouvertől az ecuadori Galápagos-szigeteken keresztül egészen Chiléig.

## Megjelenése
Ez a porcoshal az orra hegyétől a farka végéig általában 80 centiméteres, de elérheti a 96 centiméteres hosszúságot is. 40-50 centiméteresen már felnőttnek számít. Vastag testű rája, amelynek sötét lila vagy kékeslila háti részén alig van mintázat; a hasi része zöldes. Az orra kerekített, a szemei nem állnak ki, azaz nincsenek kimagasítva. A mellúszói majdnem derékszöget alkotnak. A farka kisebb, mint a testhosszának a fele; a végén egy hosszú méregtüske ül.

## Életmódja
Főleg a nyílt, mély vizeket részesíti előnyben; de az 1-381 méteres mélységek között sokfelé megtalálható. Medúzákkal, kalmárokkal, rákokkal és csontos halakkal táplálkozik.

## Szaporodása
Ál-elevenszülő (ovovivipar) porcos hal. Miután a kis ráják felélték a szikzacskóik „sárgáját”, a szikzacskók az emlősök méhlepényéhez hasonló burokká alakulnak át. Ebben az anyaállat nyálkával, zsírral vagy fehérjével táplálja kicsinyeit; ennél a fajnál 4 hónapon keresztül. Egy alomban 2-9 darab, 15-25 centiméteres kis rája van.

## Felhasználása
A Pteroplatytrygon violaceát gyakran kifogja az ember, főleg a ton- és cápahalászat mellékfogásaként. Húsát és porcát hasznosítják.